# Strateška videoigra
Strateške videoigre so zvrst videoiger, pri katerih je poudarek na strateškem upravljanju z dostopnimi viri in dolgoročnem načrtovanju za prevlado nad nasprotnikom. Igralec mora s svojimi enotami izvesti vrsto akcij proti enemu ali več nasprotnikom, običajno s ciljem uničenja njegovih sil; izid konflikta je odvisen predvsem od tega, kako učinkovito zna izkoristiti svoje vire (upoštevajoč lastnosti svojih in nasprotnikovih sil), element naključja pa je sekundarnega pomena.
V večini tovrstnih iger ima igralec pregled nad igralnim poljem s ptičje perspektive in možnost posredne kontrole nad svojimi enotami. Včasih sta pomembna elementa tudi logistika, raziskovanje ozemlja in gradnja ter upravljanje z viri. Te elemente lahko vsebujejo tudi miselne videoigre in graditeljske simulacije, vendar nikoli ne vsebujejo neposrednega konflikta med igralci. Ključna značilnost strateških videoiger je torej bojevanje v manjši ali večji meri, vendar brez neposredne akcije, ki je element akcijskih videoiger.
Glede na obseg ločimo strateške igre v ožjem pomenu besede, kjer igralec upravlja z vojsko, in taktične igre, pri katerih prevladuje taktični vidik, take igre se osredotočajo na operativni nadzor nad manjšimi enotami. Mnogo strateških videoiger ta dva elementa prepleta. Drug glavni način delitve je po dinamiki dogajanja v času. Pri realnočasovnih strategijah vse dogajanje na bojnem polju poteka istočasno, pri poteznih pa ciklično - najprej se izvedejo vsi ukazi enega igralca, potem pa drugega, nakar se cikel ponovi (pri tem vedno en igralec čaka).
Po pristopu so strateške igre najbližje svojim namiznim predhodnikom. Zaradi kompleksnosti uporabniškega vmesnika, s katerim igralec nadzoruje množico enot, so razširjene predvsem na osebnih računalnikih, medtem ko na konzolah praktično niso prisotne.